# Колвица (село)
Ко́лвица — село в Кандалакшском районе Мурманской области. Входит в городское поселение Кандалакша. Расположено на реке Колвица.

## Население
| 2002 | 2010 |
| ---- | ---- |
| 9    | →9   |

Численность населения, проживающего на территории населённого пункта, по данным Всероссийской переписи населения 2010 года составляет 9 человек, из них 4 мужчины (44,4 %) и 5 женщин (55,6 %).

## Колвицкие водопады
Колвицкие водопады находятся недалеко от одноименного села в нижнем течении реки Колвица. Здесь река делится островком на две протоки. Правая протока представляет собой водопадный слив через разрушенную плотину с перепадом высоты около 5 метров. Водопад «Черный падун» на левой протоке образован гранитной скалой, с которой вода мощной струей падает с 6-метровой высоты.

## Галерея
- Колвицкие водопады
- Колвицкие водопады
- Река Колвица
- Река Колвица и памятный камень
- Часовня Николая Чудотворца
- Мемориальный комплекс